# Кутуз
Аль-Мали́к аль-Музаффа́р Сайф ид-Дин Куту́з (араб. الملك المظفر سيف الدين قطز‎; туркм. Seýfeddin Gudyz; — 24 октября 1260) — мамлюкский султан Египта (1259—1260) из рода Хорезмшахов-ануштегинидов.

## Биография
Кутуз, старший эмир му‘иззи, мамлюков аль-Му‘изза Айбека, после прихода к власти последнего занял пост наместника султаната Египта (наиб ас-салтана Миср). Он сыграл важную роль в разгроме участников Седьмого крестового похода, вторгшихся в Египет в 1249—1250 годах.
В январе 1254 года он принял непосредственное участие в организованном в Каирской цитадели убийстве лидера мамлюков-бахритов эмира Фарис ад-Дина Актая, соперника султана. Многие бахриты, в том числе Бейбарс, опасаясь за свою жизнь, бежали из Каира. Дважды (в 1257 и 1258) они совершали нападения на Египет, но эти нападения были отражены Кутузом, который пленил их предводителей и затем жестоко расправился с ними.
После смерти самого Айбека трон занял его 15-летний сын аль-Мансур Али (март 1257 года), но фактически власть делили между собой трое: Кутуз, атабек юного султана Санджар аль-Халаби и лидер оставшихся в Египте бахритов Санджар аль-Гатми. Кутуз смог добиться заключения в тюрьму своего главного противника Санджара аль-Халаби и занял пост главнокомандующего войском (атабег аль-асакир), сосредоточив в своих руках единоличную власть.
Узнав о монгольском вторжении в Сирию, Кутуз дождался, пока его наиболее опасные противники из фракций салихи и му‘иззи покинут Каир, сместил Аль-Мансура Али и 12 ноября 1259 года занял престол под титулом аль-Малик аль-Музаффар («всепобеждающий царь»). Обоснованием легитимности этой узурпации служило то, что необходимо немедленно начать джихад против монголов, а семнадцатилетний аль-Мансур Али слишком юн, чтобы стать его лидером. Возможно, Кутузу было идеологически выгодно заявить о своём происхождении от хорезмшахов, таким образом он мог выступить как мститель за династию, ранее потерпевшую поражение от монголов.

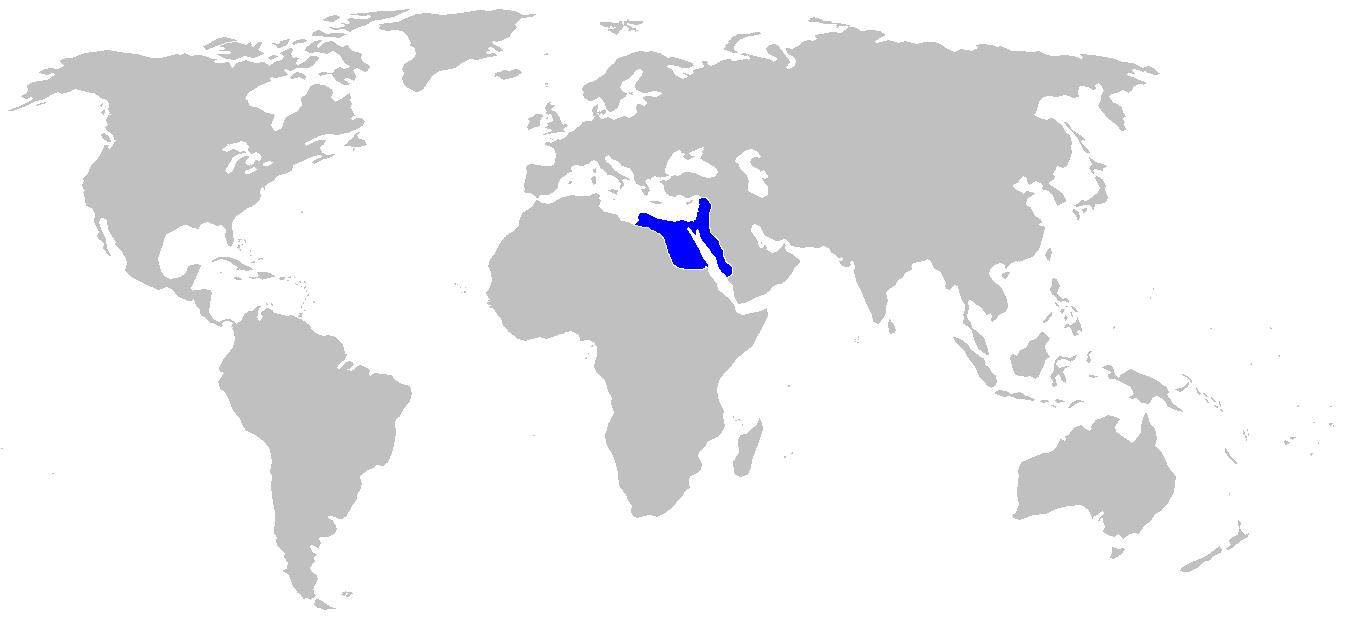
Карта Мамлюкского султаната.

Битва при Айн-Джалуте 1260 года.

25 января 1260 года войска Хулагу взяли Халеб. Айюбид ан-Насир Юсуф, пребывавший в Дамаске, мог спасти город, но не стал этого делать, как не стал и и договориваться с Кутузом о совместных действиях против врага. Бейбарс, находившийся на службе у ан-Насира, покинул его и вместе с большой группой курдов-шахразури отступил в Палестину и,  встав лагерем под Газой, начал переговоры со своим былым врагом Кутузом о получении амана (гарантии безопасности) в случае возвращения в Египет. Тем временем Хулагу  прислал к Кутузу послов с требованием капитуляции, которых тот казнил.
Египетское посольство отправилось в Акру с целью заключить союз против монголов. Франки решили сохранять нейтралитет, но дали разрешение на проход мамлюкского войска по прибрежной полосе Иерусалимского королевства. 15 июля 1260 года мамлюки под командованием Кутуза и Бейбарса выступили из Каира и в августе встали лагерем в окрестностях Акры, где отдохнули и пополнили припасы.
3 сентября 1260 года мамлюки разбили армию монгольского нойона Кетбуги в битве при Айн-Джалуте в Изреельской долине: когда мамлюкский левый фланг был разбит и смят, Кутуз, чьи лидерские качества и смелость отмечены в мамлюкских источниках, сохранил хладнокровие и возглавил контратаку. Сирия перешла под контроль мамлюков и Кутуз назначил в города своих наместников. Правителем Дамаска он поставил Санджара аль-Халаби, а обещанный Бейбарсу Халеб отдал Ала ад-Дину Али, сыну мосульского атабека Бадр ид-Дина Лу‘лу‘.
На обратном пути в Египет войска остановились лагерем под Газой. Группа эмиров, среди которых были как бахри (Бейбарс и Балабан ар-Рашиди), так и му‘иззи, составила заговор. 24 октября 1260 года во время охоты Бейбарс приблизился к Кутузу и попросил в дар захваченную в плен монголами тюркскую (кипчакскую) девушку, которую те везли в обозе и которая была отбита мамлюками. Получив согласие, он поцеловал руку султана. По этому условному знаку мамлюки окружили его и убили. Хотя, согласно придворному летописцу Абд аз-Захиру, смертельный удар нанёс Бейбарс, вероятнее всего это сделал малоизвестный мамлюк Анас аль-Силахдар. Новым султаном был выбран Бейбарс I.

## Происхождение
Согласно Аль-Макризи, султан Кутуз относился к роду Ануштегенидов и был сыном дяди по отцу последнего султана Государства Хорезмшахов Джелал ад-Дина Менгуберди. Матерью его была сестра  Джелал ад-Дина:   
«Говорят, что его звали Махмуд ибн Мамдуд, что его мать была сестрой султана Джелал ад-Дина хорезмшаха, а отцом его был дядя по отцу султана Джелал ад-Дина. Кутуза взяли в плен татары, которые продали его в Дамаске, откуда он был перевезён в Каир.»
Сама династия Ануштегинидов по мнению французских, британских и персидских историков происходила из тюрков. А по версии советских историков из огузо-туркменского племени бегдили.